# Гузман, Райан
Райан Энтони Гузман (англ. Ryan Anthony Guzman; род. 21 сентября 1987, Абилин, Техас, США) — американский актёр, модель.

## Биография
Родился 21 сентября 1987 года в городе Абилин, штат Техас. Его отец иммигрировал из Мексики в Соединённые Штаты, где и встретил свою будущую супругу. Семья переехала в Сакраменто, штат Калифорния, когда Райану исполнилось восемь лет. У Райана есть младший брат Стивен.
Начинающий актёр окончил колледж Сиерра в калифорнийском городе Роклин. Он был хорошим игроком в бейсбол, участвовал в школьных соревнованиях и мечтал играть за команду «Yankees». Однако после травмы руки и хирургического вмешательства, он был вынужден оставить мечту о спортивной карьере и посвятить себя искусству драмы.
Кроме того, Райан пробовал себя в качестве модели — он позировал для рекламной кампании известного бренда «Calvin Klein».

## Карьера
В 2012 году состоялась премьера танцевальной картины «Шаг вперед 4». В четвёртой полнометражной ленте в центре сюжета оказывается девушка по имени Эмили (Кэтрин Маккормик), которая покидает дом своих обеспеченных родителей, и отправляется в Майами, чтобы стать профессиональной танцовщицей. Она без памяти влюбляется в местного уличного танцора Шона (Райан Гузман), и ради него готова пойти наперекор своему отцу.
Райан Гузман — не профессиональный танцор, в отличие от своей коллеги по съемочной площадке. Он всегда занимался хореографией на любительском уровне, но, тем не менее, все танцевальные номера в фильме он исполняет сам, без дублеров.

## Личная жизнь
В сентябре 2018 года стало известно, что девушка Райана, бразильская актриса Кристи Эйн, ожидает своего первенца. В январе 2019 года у пары родился сын — Матео. А 8 января 2021 у них родилась дочка — Женевьева Валентина. В мае 2023 года стало известно, что пара рассталась.

## Фильмография
| Год          |    | Русское название           | Оригинальное название     | Роль                |
| ------------ | -- | -------------------------- | ------------------------- | ------------------- |
| 2012         | ф  | Шаг вперёд 4               | Step Up Revolution        | Шон                 |
| 2013         | тф | Дамский угодник            | Ladies’ Man: A Made Movie | Бретт               |
| 2013—2014    | с  | Милые обманщицы            | Pretty Little Liars       | Джейк               |
| 2014         | ф  | Там всегда Вудсток         | There’s Always Woodstock  | Дилан               |
| 2014         | ф  | Апрельский дождь           | April Rain                | Алекс               |
| 2014         | ф  | Шаг вперёд: Всё или ничего | Step Up: All In           | Шон                 |
| 2015         | ф  | Поклонник                  | The Boy Next Door         | Ной                 |
| 2015         | ф  | Вне рая                    | Beyond Paradise           | Себастьян           |
| 2015         | ф  | Джем и голограммы          | Jem and the Holograms     | Рио Пакеро          |
| 2015         | с  | Герои: Возрождение         | Heroes: Reborn            | Карлос              |
| 2016         | ф  | Каждому своё               | Everybody Wants Some!!    | Кенни Ропер         |
| 2016         | с  | Дурная слава               | Notorious                 | Райан Майлз         |
| 2018         | ф  | Красавчик                  | Papi Chulo                | Родриго             |
| 2018         | ф  | Вооружённый                | Armed                     | Джонси              |
| 2018         | ф  | Точка возврата             | Backtrace                 | Лукас               |
| 2018 — н. в. | с  | 9-1-1                      | 9-1-1                     | Эдмундо «Эдди» Диас |
| 2019         | ф  | Окна в мир                 | Windows on the World      | Фернандо            |
| 2019         | ф  | Час дьявола                | The Cleansing Hour        | Макс                |
| 2021         | с  | 9-1-1: Одинокая звезда     | 9-1-1: Lone Star          | Эдмундо «Эдди» Диас |